# USS Deyo (DD-989)

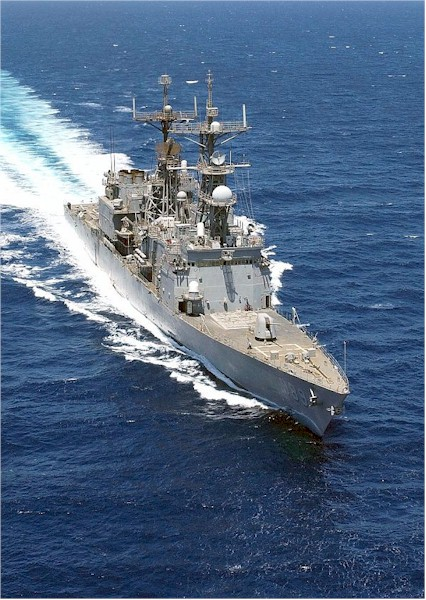
O USS Deyo em março de 2003.

O USS Deyo (DD-989) foi um contratorpedeiro da  classe Spruance que serviu na marinha de guerra dos Estados Unidos.
Ele foi lançado ao mar em 14 de outubro de 1977 pelo estaleiro Ingalls Shipbuilding, de Pascagoula, Mississippi, e foi retirado de serviço em novembro de 2003. No seu histórico de combate consta serviços nas operações Earnest Will e "Liberdade do Iraque".